# 4595 Prinz
A 4595 Prinz (ideiglenes jelöléssel 1981 EZ2) a Naprendszer kisbolygóövében található aszteroida. Schelte J. Bus fedezte fel 1981. március 2-án.